# Малтин, Леонард
Леонард Майкл Малтин (англ. Leonard Michael Maltin, род. 18 декабря 1950) — американский кинокритик, сценарист, кинопродюсер и историк кино. Автор нескольких книг о кинематографе.

## Биография
Малтин родился в Нью-Йорке, у его семьи еврейские корни. Его карьера началась в 15 лет с публикации собственного фэнзина Film Fan Monthly, посвящённого фильмам «золотой эры» Голливуда. Наибольший успех как кинокритику ему принёс сборник Leonard Maltin's Movie Guide, который начал создаваться в 1987 году и был выпущен в сентябре 1989. Это — крупная подборка обзоров и рецензий на самые различные фильмы.
Другие крупные работы Малтина — книга Behind the Camera, посвящённая техническим сторонам создания кино, Leonard Maltin’s Movie Encyclopedia, Of Mice and Magic: A History of American Animated Cartoons. В конце 90-х гг. Малтин стал президентом Лосанджелесской ассоциации кинокритиков. Он преподаёт в нескольких киношколах и университетах. В настоящий момент он также ведёт телешоу Secret’s Out для телекомпании ReelzChannel.

## Сочинения
- Movie Comedy Teams (NAL, 1970; revised editions, 1974, 1985)
- Behind the Camera: The Cinematographer's Art[англ.] (NAL, 1971), reissued as The Art of the Cinematographer (Dover, 1978)
- The Great Movie Shorts (Crown, 1972), reissued as Selected Short Subjects (Da Capo, 1983)
- The Disney Films (Crown, 1973; revised edition, 1985; 3rd edition, 1995 from Hyperion; 4th ed., 2000, Disney Editions)
- Carole Lombard (Pyramid, 1976)
- Our Gang: The Life and Times of the Little Rascals (Crown, 1977; coauthor with Richard W. Bann; revised and reissued as The Little Rascals: The Life and Times of Our Gang, 1992)
- The Great Movie Comedians (Crown, 1978)
- Of Mice and Magic: A History of American Animated Cartoons (NAL and McGraw Hill, 1980; revised edition, November 1987)
- The Complete Guide to Home Video (Crown, 1981; coauthor)
- The Great American Broadcast: A Celebration of Radio’s Golden Age (E.P. Dutton, 1997)
- Leonard Maltin’s Movie Crazy (M Press, 2008)
- Leonard Maltin’s 151 Best Movies You’ve Never Seen (HarperStudio, 2010)
- Hooked On Hollywood: Discoveries From A Lifetime of Film Fandom (GoodKnight Books 2018)

### Издания на русском языке
- В 2018 году книга «Of Mice and Magic: A History of American Animated Cartoons» издана в России под названием «О мышах и магии. История американского рисованного фильма» (ISBN 978-5-604-09670-3) в переводе Фёдора Хитрука[2].

## В популярной культуре
- В эпизоде «Меха-Стрейзанд» сериала «Южный Парк» Малтин вместе с Робертом Смитом и Сидни Пуатье изображён борцом против страшного зла в лице Барбры Стрейзанд.
- Малтин появляется в эпизоде фильма «Гремлины 2» в роли самого себя. Он даёт разгромную рецензию на первый фильм «Гремлины», после чего подвергается нападению чудищ, фигурирующих в них обоих.
- В эпизоде «Симпсонов» «A Star Is Burns» Мардж называет Малтина «самым симпатичным» из всех кинокритиков на ТВ.
- В мульт-альманахе Bugs & Daffy: The Wartime Cartoons (1989) Малтин вкратце рассказывает о каждом из одиннадцати представленных мультфильмов.
- В псевдодокументальном фильме «Забытое серебро» (1995) Малтин появляется в роли одного из интервьюируемых, рассказывая о забытом новозеландском кинорежиссёре первой трети XX века.